# Urville-Nacqueville
Urville-Nacqueville è un ex comune francese di 2 154 abitanti situato nel dipartimento della Manica, nella regione della Normandia. Fu istituito il 1º gennaio 1964 in seguito alla fusione degli ex comuni di Urville-Hague e Nacqueville. Dal 1º gennaio 2017 è stato accorpato insieme a numerosi altri comuni al comune di nuova costituzione di La Hague, divenendone comune delegato.

## Società

### Evoluzione demografica
Abitanti censiti